# Права ЛГБТ во Франции
Франция относится к числу самых либеральных стран в отношении прав ЛГБТ. Хотя однополые сексуальные отношения были уголовным преступлением, которое часто наказывалось смертной казнью во времена Старого порядка, все законы о содомии были отменены в 1791 году во время Французской революции. Однако менее известный закон о непристойном обнажении, который часто был направлен против ЛГБТ, был введен в 1960 году и отменен двадцать лет спустя.
Возраст согласия на однополые сексуальные отношения неоднократно менялся, прежде чем был уравнен в 1982 году при президенте Франсуа Миттеране. После предоставления однополым парам льгот в рамках домашнего партнерства, известных как пакт гражданской солидарности, Франция стала тринадцатой страной в мире, легализовавшей однополые браки в 2013 году.
Законы, запрещающие дискриминацию по признаку сексуальной ориентации и гендерной идентичности, были приняты в 1985 и 2012 годах соответственно. В 2010 году Франция стала первой страной в мире, которая перестала рассматривать гендерную дисфорию как психическое заболевание. Кроме того, с 2017 года трансгендерам разрешено менять свой юридический пол без хирургического вмешательства или прохождения медицинского обследования.
Франция часто называлась одной из самых дружелюбных к геям стран в мире. Недавние опросы показали, что большинство французов поддерживают однополые браки, а в 2013 году другой опрос показал, что 77 % населения Франции считают, что гомосексуальность должна быть принята обществом, что является одним из самых высоких показателей среди 39 опрошенных стран. Париж был назван многими изданиями одним из самых дружелюбных к геям городов в мире, а кварталы Маре, Пигаль и Булонский лес - процветающими ЛГБТ-сообществами и яркой ночной жизнью.

## История

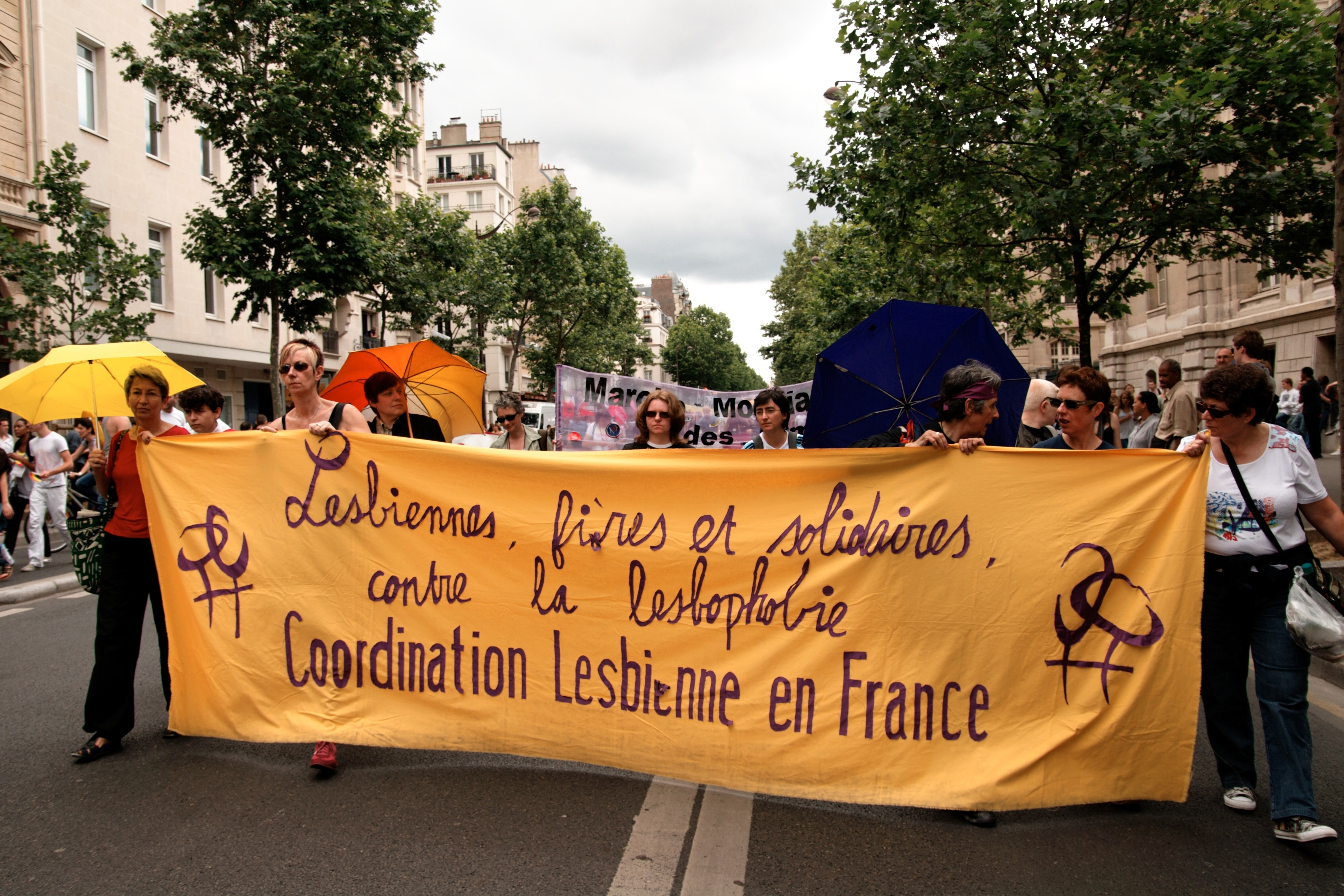
Гей-парад, Париж, 2008 год

В 1791 году во Франции времён Великой революции был принят новый уголовный кодекс, основанный на правах человека и гражданина, отменяющий наказания за преступления против нравственности. Позднее это ещё раз было подтверждено и уголовным кодексом Наполеона 1810 года. В то же время, например, гомосексуальная проституция, по-прежнему, преследовалась полицией. Перед Первой мировой войной жители крупных городов Франции относились с определенной толерантностью к феномену гомосексуальности.
В 1920-е годы во Франции начинает зарождаться гомосексуальная субкультура. В крупных городах появляются бары и кафе для гомосексуальной публики, проводятся балы с участием трансвеститов, начинают выпускаться первые журналы и газеты для гомосексуалов (например, Inversions и L’Amitié). В литературе и искусстве наблюдается повышение интереса к гомоэротике. Однако зарождающаяся субкультура имела сугубо приватный и часто даже элитарный характер и была связана, прежде всего, со средой городской интеллигенции и искусства. В отличие от соседней Германии, в которой в эти годы уже активно развивалось политическое движение по защите прав гомосексуалов, во Франции в этот период на политической арене ничего не происходило. Одной из причин этого является отсутствие уголовного преследования гомосексуальных отношений со стороны государства, хотя, несомненно, дискриминация гомосексуалов со стороны населения, имела место.
Во время Второй мировой войны на территории Южной Франции, формально остававшейся независимой, но фактически управляемой коллаборационистским режимом Виши под управлением Анри Петена, 6 августа 1940 года указом номер 744 были внесены изменения в абзац 1 статьи 334 Уголовного кодекса Франции, поднимающие возраст согласия для гомосексуальных контактов до 21 года. Закон предусматривал наказание в виде тюремного заключения на сроки от шести месяцев до трёх лет за гомосексуальные контакты с лицами младше 21 года. В то же время для разнополых контактов возраст согласия оставался на отметке 13 лет, а затем в 1945 году был повышен до 15 лет.
После 1945 года эта правовая норма была сохранена президентом Шарлем де Голлем, перейдя в абзац 3 статьи 331, и отменена лишь 4 августа 1982 года во время президентства Франсуа Миттерана. Правда в 1974 году была небольшая либерализация — возраст согласия для однополых отношений был снижен до 18 лет. Лишь в 1982 году однополые и разнополые отношения были уравнены в вопросе возраста согласия, когда он был в обоих случаях установлен на отметке 15 лет.
В июле 2021 года нижняя палата парламента Франции с большим перевесом одобрила распространение программы искусственного оплодотворения на одиноких женщин и женщин, состоящих в лесбийских парах. Закон о биоэтике депутаты поддержали с большим перевесом: 326 проголосовали за его принятие, 115 были против.

## Легализация однополых союзов

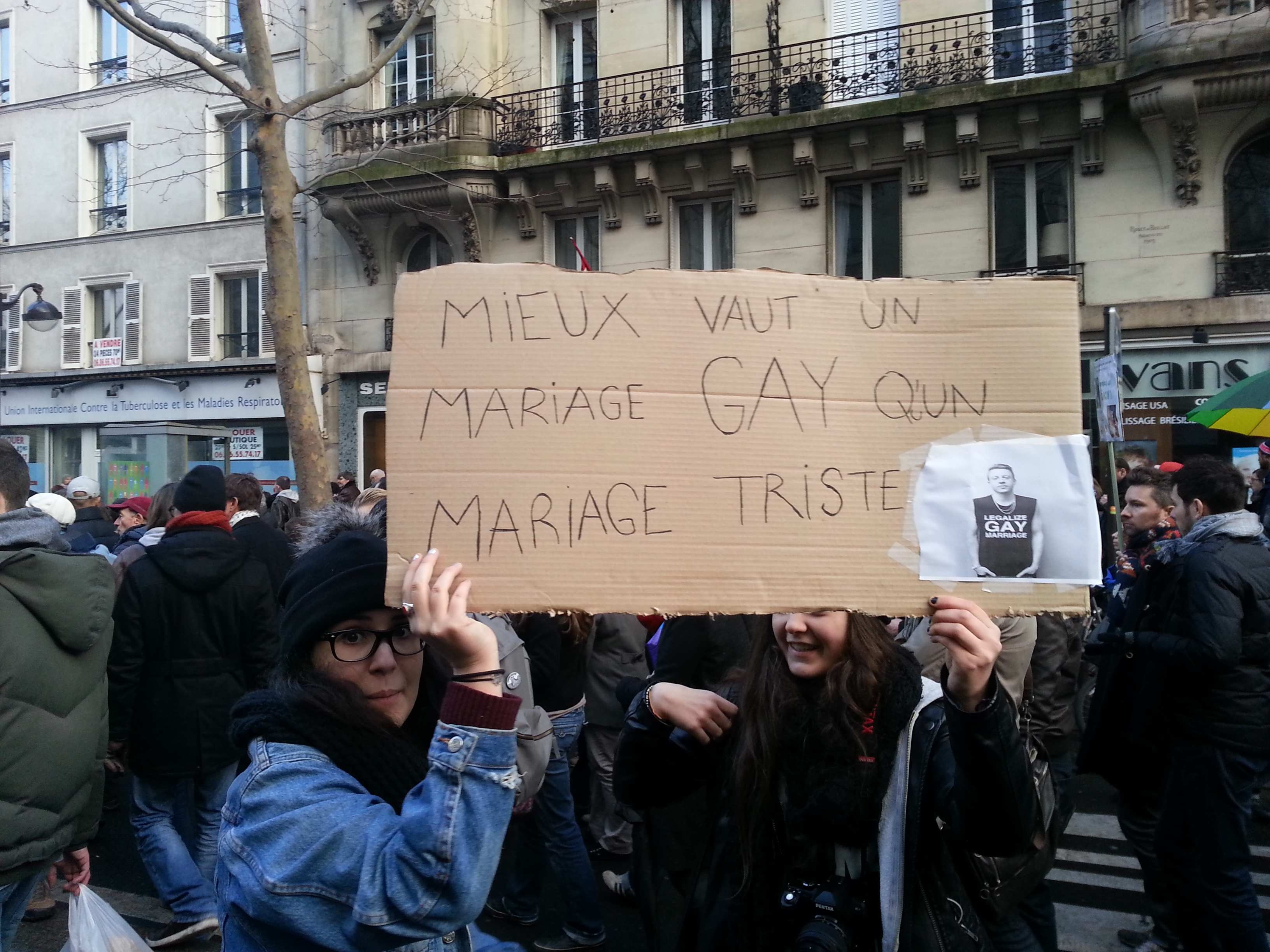
Двое демонстрантов, поддерживающих однополые браки, размахивают табличкой с надписью Mieux vaut un mariage gay qu'un mariage triste («Лучше однополый брак, чем печальный»), январь 2013 года, Париж

С февраля 2013 года однополые пары могут заключать браки и усыновлять детей. Ещё ранее, уже с 1999 года однополые пары (так же как и разнополые) могли заключать «договор гражданской солидарности» (ПАКС) — гражданский контракт, обеспечивающий минимальный набор прав и обязанностей по отношению друг к другу. Позднее ПАКС во многих сферах был расширен и практически приравнен к браку.
Однако среди населения имеются активные группы, выступающие против однополых браков и особенно против наделения однополых пар правом на усыновление детей. Во время обсуждения и принятия закона о введении однополых браков в стране прокатилась волна массовых процессов, вылившаяся в массовые беспорядки.

## Усыновление и планирование семьи
Однополые пары имеют законную возможность усыновлять детей с мая 2013 года, когда вступил в силу закон об однополых браках. О первом совместном усыновлении однополой парой было объявлено 18 октября 2013 года.
В апреле 2018 года Ассоциация родителей геев и лесбиянок сообщила, что только четыре однополые пары смогли вместе усыновить ребенка, а Ассоциация ЛГБТ-семей сообщила, что «некоторые семьи» смогли взять на воспитание французского ребенка и «менее десяти» семей смогли взять на воспитание иностранного ребенка. С мая 2013 года по май 2019 года в Париже было осуществлено 10 однополых усыновлений.
Лесбийские пары не имеют доступа к вспомогательным репродуктивным технологиям, поскольку они доступны только гетеросексуальным парам. Опрос, проведенный в 2012 году, показал, что 51% населения Франции поддерживает идею предоставления доступа лесбийским парам. Французская социалистическая партия также поддерживает эту идею. В июне 2017 года пресс-секретарь президента Франции Эмманюэля Макрона заявил, что правительство намерено законодательно разрешить вспомогательную репродукцию лесбийским парам. Это произошло после доклада независимой этической комиссии Франции, которая рекомендовала пересмотреть закон о вспомогательных репродуктивных технологиях, чтобы включить в него лесбийские пары и одиноких людей. В 2017 году опрос показал, что 64% французов поддерживают распространение вспомогательной репродукции на лесбийские пары.
В июле 2018 года депутат Гийом Шиш внес законопроект о легализации вспомогательной репродукции для лесбийских пар и одиноких женщин. В июне 2019 года премьер-министр Эдуар Филипп сообщил Национальному собранию, что законодательство будет рассматриваться в Собрании с конца сентября 2019 года. Законопроект был принят в первом чтении Национальным собранием 15 октября 2019 года 359 голосами «за» при 114 - «против». Он прошел второе чтение 31 июля 2020 года при 60 голосах «за» и 37 - «против» (низкая явка объясняется тем, что большинство членов собрания ушли на летние каникулы). Сенат одобрил законопроект в первом чтении 4 февраля 2020 года 153 голосами «за» и 143 - «против» при 45 воздержавшихся. Предложение также предусматривает покрытие государством расходов на процедуры вспомогательной репродукции для всех женщин моложе 43 лет и разрешение детям, рожденным с помощью донорской спермы, узнавать личность своего донора по достижении 18 лет. Законопроект вступил в силу в сентябре 2021 года.
До 2015 года Франция отказывалась признавать суррогатных детей французскими гражданами. Это оставляло многих таких детей в правовом тумане. 5 июля 2017 года Кассационный суд постановил, что ребенок, рожденный суррогатной матерью за границей, может быть усыновлен партнером его или ее биологического отца. В том же году Трибунал большой инстанции Парижа предоставил французское гражданство мальчикам-близнецам, рожденным посредством суррогатного материнства в Онтарио, Канада, однополой парой (оба граждане Франции). Однако он отказался регистрировать детей в архивах актов гражданского состояния. В мае 2019 года Апелляционный суд Парижа отменил некоторые части решения, постановив, что канадское свидетельство о рождении должно быть признано французским государством. В декабре 2019 года Кассационный суд постановил, что иностранные свидетельства о рождении, признающие однополых партнеров, должны быть полностью признаны во Франции.

## Защита от дискриминации
В 1985 году было принято национальное законодательство, запрещающее дискриминацию по признаку сексуальной ориентации в сфере занятости, жилья и других государственных и частных услуг и товаров. В июле 2012 года французский парламент добавил «сексуальную идентичность» к защищенным основаниям для дискриминации во французском законодательстве. Фраза «сексуальная идентичность» была использована как синоним «гендерной идентичности», несмотря на некоторую критику со стороны ILGA-Europe, которая, тем не менее, считает это важным шагом. 18 ноября 2016 года новый закон внес изменения в статью 225-1 Уголовного кодекса Франции, заменив «сексуальную идентичность» на «гендерную идентичность».
Глава 2 Трудового кодекса (фр.: Code du travail) гласит:
Ни одно лицо не может быть исключено из процесса найма или доступа к стажировке или периоду обучения в компании, ни один работник не может быть подвергнут санкциям, уволен или подвергнут дискриминационным мерам, прямым или косвенным, [... ] по причине происхождения, пола, морали, сексуальной ориентации, гендерной идентичности, возраста, семейного положения или беременности, генетических характеристик, экономического положения, принадлежности или непринадлежности, действительной или мнимой, к этнической группе, нации или расе, политических взглядов, профсоюзной или мутуалистической деятельности, религиозных убеждений, внешности, фамилии, места жительства, состояния здоровья, потери самостоятельности или инвалидности, или использования языка, отличного от французского.

### Дискриминация в школах
В марте 2008 года Ксавье Даркос, министр образования, объявил о политике борьбы со всеми формами дискриминации, включая гомофобию, в школах. Это был один из 15 национальных приоритетов образования на 2008-2009 учебный год. Независимая и демократическая федерация старшеклассников - первый профсоюз старшеклассников во Франции - также начала кампании против гомофобии в школах и среди молодежи.
В январе 2019 года Министерство образования запустило новую кампанию по борьбе с анти-ЛГБТ-буллингом в школах. Кампания под названием Tous égaux, tous alliés (рус. «Все равны, все союзники») помогает учащимся получить доступ к услугам, чтобы сообщить об издевательствах, создала телефон доверия для учащихся и сотрудников, а также требует, чтобы все французские школы давали рекомендации по вопросам ЛГБТ. Международный день борьбы с гомофобией (17 мая) также станет специальным днем для проведения акций по повышению осведомленности.
В феврале 2019 года стало известно, что во Франции при зачислении детей в школы в анкетах используются слова «родитель 1» и «родитель 2», а не «мать» и «отец». Это вызвало широкое возмущение среди консерваторов во Франции, несмотря на то, что однополые браки и усыновление детей ЛГБТ были легальны в стране уже шесть лет.
В марте 2019 года Фредерик Видаль, министр высшего образования, объявила, что она хочет, чтобы все высшие учебные заведения использовали предпочитаемые имена трансгендеров, в том числе в студенческих карточках, экзаменационных бланках и т. д.

## Законы о преступлениях на почве ненависти
31 декабря 2004 года Национальное собрание одобрило поправку к существующему антидискриминационному законодательству, сделав гомофобные, сексистские, расистские, ксенофобские и т.д. комментарии незаконными. Максимальное наказание в виде штрафа в размере 45 000 евро и/или 12 месяцев тюремного заключения подверглось критике со стороны групп по защите гражданских свобод, таких как «Репортеры без границ», как серьезное посягательство на свободу слова. Однако консервативное правительство Жака Ширака указало на рост насилия против геев в качестве оправдания этой меры. По иронии судьбы, член парламента от партии Жака Ширака Кристиан Ваннест стал первым человеком, осужденным по этому закону в январе 2006 года, хотя этот приговор был позже отменен Кассационным судом после отклоненной апелляции.
Законом от декабря 2004 года было создано Высшее управление по борьбе с дискриминацией и за равенство (фр. Haute autorité de lutte contre les discriminations et pour l'égalité). Раздел 3 и статьи 20 и 21 этого закона внесли изменения в Закон о свободе прессы от 29 июля 1881 года, предусмотрев положения о более конкретных правонарушениях, включая нанесение телесных повреждений, клевету, оскорбление, подстрекательство к ненависти или насилию, дискриминацию в отношении лица или группы лиц по причине их пола, сексуальной ориентации или инвалидности. Если физическое нападение или убийство мотивировано сексуальной ориентацией жертвы, закон ужесточает наказания.
В октябре 2018 года, после увеличения числа гомофобных нападений, президент Эммануэль Макрон осудил гомофобное насилие как «недостойное Франции», объявив о будущих «конкретных мерах». Он написал в Твиттере: «Насилие на почве гомофобии должно волновать все наше общество. Оно недостойно Франции. Будут объявлены конкретные меры, но они [не] могут заменить гуманность и толерантность, которые лежат в основе нашей культуры», не уточнив содержание этих будущих мер.
Отчет, опубликованный 16 мая 2020 года, прямо перед Международным днем борьбы с гомофобией, трансфобией и бифобией, показал, что число гомофобных и трансфобных нападений и оскорблений в 2019 году выросло на 36%. Полиция выявила около 1 870 жертв трансфобных и гомофобных нападений. В 2018 году эти цифры составляли около 1 380 человек.

## Права трансгендеров

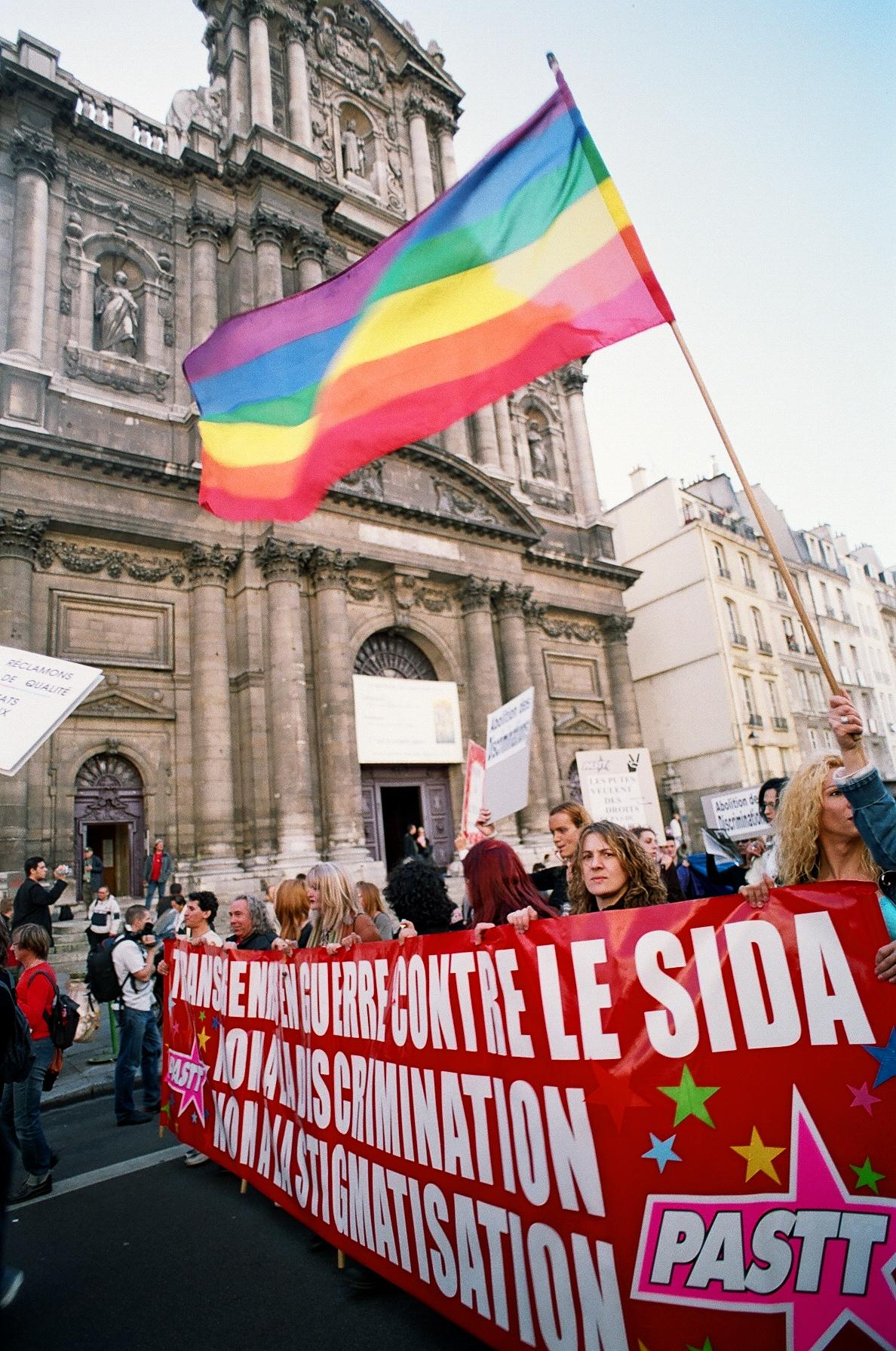
Протест против прав трансгендеров, Париж, 2005 год

В 2010 году Франция своим указом исключила из списка заболеваний расстройство гендерной идентичности, но, по данным французских организаций по защите прав трансгендеров, кроме воздействия самого объявления, ничего не изменилось. Транссексуальность является хроническим заболеванием, а финансирование лечения является частью социальной политики государства.
Дискриминация по признаку «сексуальной идентичности» была запрещена с 2012 года. В 2016 году термин «сексуальная идентичность» был заменен на «гендерную идентичность».
6 ноября 2015 года Сенат Франции одобрил законопроект, позволяющий трансгендерам законно менять свой пол без необходимости хирургической операции по смене пола и принудительной стерилизации. 24 мая 2016 года Национальное собрание одобрило законопроект. Депутат Паскаль Крозон, представившая законопроект, перед голосованием напомнила парламентариям о длительных, неопределенных и унизительных процедурах, через которые трансгендеры должны пройти, чтобы изменить свой пол в записях актов гражданского состояния. Из-за различий в текстах было проведено совместное заседание. 12 июля 2016 года Национальное собрание одобрило измененную версию законопроекта, в которой сохранились положения, запрещающие справки от психиатра и доказательства проведения операции по смене пола, а также отменено положение первоначального законопроекта о разрешении самоопределения пола.
28 сентября Сенат Франции обсудил законопроект. Затем Национальное собрание собралось 12 октября на пленарное заседание, чтобы еще раз одобрить законопроект и отклонить поправки, предложенные Сенатом, которые требовали бы доказательств медицинского лечения. 17 ноября Конституционный совет постановил, что законопроект является конституционным. Он был подписан президентом 18 ноября 2016 года, опубликован в Journal Officiel на следующий день и вступил в силу 1 января 2017 года. Несмотря на то, что больше не требуется доказательств операций или медицинских вмешательств, трансгендерам необходимо обращаться в суд, чтобы изменить свой гендерный признак.
В 2017 году трансфобия стала причиной отягчающих обстоятельств для всех преступлений, в качестве наказания за которых предусмотрено тюремное заключение.

## Донорство крови
Циркуляр Главного управления здравоохранения, датированный 20 июня 1983 года, в разгар эпидемии ВИЧ, запрещал мужчинам, практикующих секс с мужчинами, сдавать кровь. Однако он был отозван министерским указом 12 января 2009 года.
3 апреля 2015 года депутат от партии Союз демократов и независимых Арно Ришар представил поправку против исключения мужчин, практикующих секс с мужчинами, которая в итоге была принята позднее в том же месяце.
В ноябре 2015 года министр здравоохранения Марисоль Турен объявила, что геи и бисексуальные мужчины во Франции могут сдавать кровь после одного года воздержания от секса. Эта политика была принята и вступила в силу 10 июля 2016 года.
В июле 2019 года министр здравоохранения Аньез Бузин объявила, что со 2 апреля 2020 года период отсрочки будет сокращен до четырех месяцев воздержания.
С 16 марта 2022 года Франция отменяет политику 4-месячного периода отсрочки в отношении геев и бисексуальных мужчин, сдающих кровь. Новая политика распространяется на всех людей - независимо от сексуальной ориентации.

## Права интерсексуалов
Интерсекс-люди во Франции пользуются некоторыми правами, как и другие люди, но со значительными пробелами в защите от медицинского вмешательства без согласия и защите от дискриминации. В ответ на давление со стороны активистов интерсекс-движения и рекомендации договорных органов ООН, в феврале 2017 года Сенат опубликовал расследование по вопросу обращения с интерсекс-людьми. Судебный иск Гаэтана Шмитта о признании «нейтрального пола» (фр. sexe neutre) был отклонен Кассационным судом в мае 2017 года. 17 марта 2017 года президент Республики Франсуа Олланд описал медицинские вмешательства с целью сделать тело интерсексуальных детей более типично мужским или женским, как такие, которые могут принести увечья.

## Конверсионная терапия
Конверсионная терапия оказывает негативное влияние на жизнь ЛГБТ-людей и может привести к низкой самооценке, депрессии и суицидальным мыслям. Считается, что эта псевдонаучная практика включает электросудорожную терапию, экзорцизм, голодание или, особенно, разговорную терапию. Одна француженка, пережившая семинар по конверсионной терапии, назвала эту практику «психологическим изнасилованием». Масштабы этой практики во Франции неизвестны. По оценкам ассоциации Le Refuge, примерно 3-4% звонков на телефон доверия касаются этой проблемы. Летом 2019 года депутат Лоранс Вансеброк-Миалон объявила о намерении внести в Национальное собрание в 2020 году предложение о запрете использования подобных «методов лечения». Наказанием будет два года тюремного заключения и/или штраф в размере 30 000 евро.
В декабре 2021 года законопроект о законодательном запрете конверсионной терапии прошел обе палаты парламента Франции и ожидает подписи президента страны. Мальта, некоторые части Испании и Германии в Европе совсем недавно приняли законы о запрете конверсионной терапии.

## Военная служба
Лесбиянкам, геям, бисексуалам и трансгендерам разрешено открыто служить в вооруженных силах Франции.

## Движение за права ЛГБТ во Франции

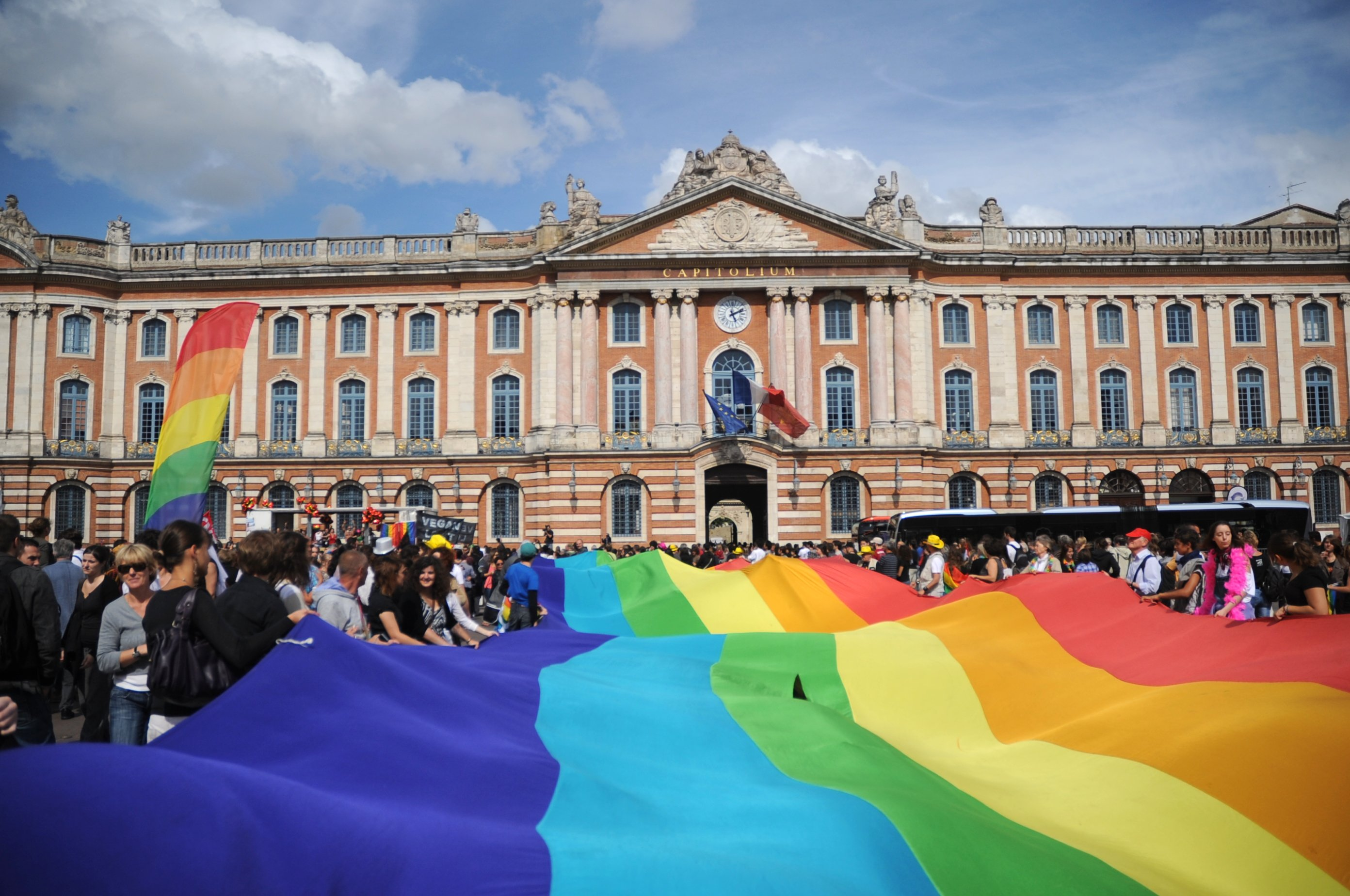
Гей-парад в Тулузе в июне 2011 года

К организациям, защищающим права ЛГБТ во Франции, относятся Act Up Paris, SOS Homophobie, Arcadie, FHAR (рус. «Фронт революционного гомосексуального действия»), Gouines rouges, GLH (рус. «Группа гомосексуального освобождения»), CUARH (рус. «Комитет по срочной борьбе с гомосексуальной репрессией»), L'Association Trans Aide («Ассоциация помощи трансам», создана в сентябре 2004 года) и Bi'Cause.

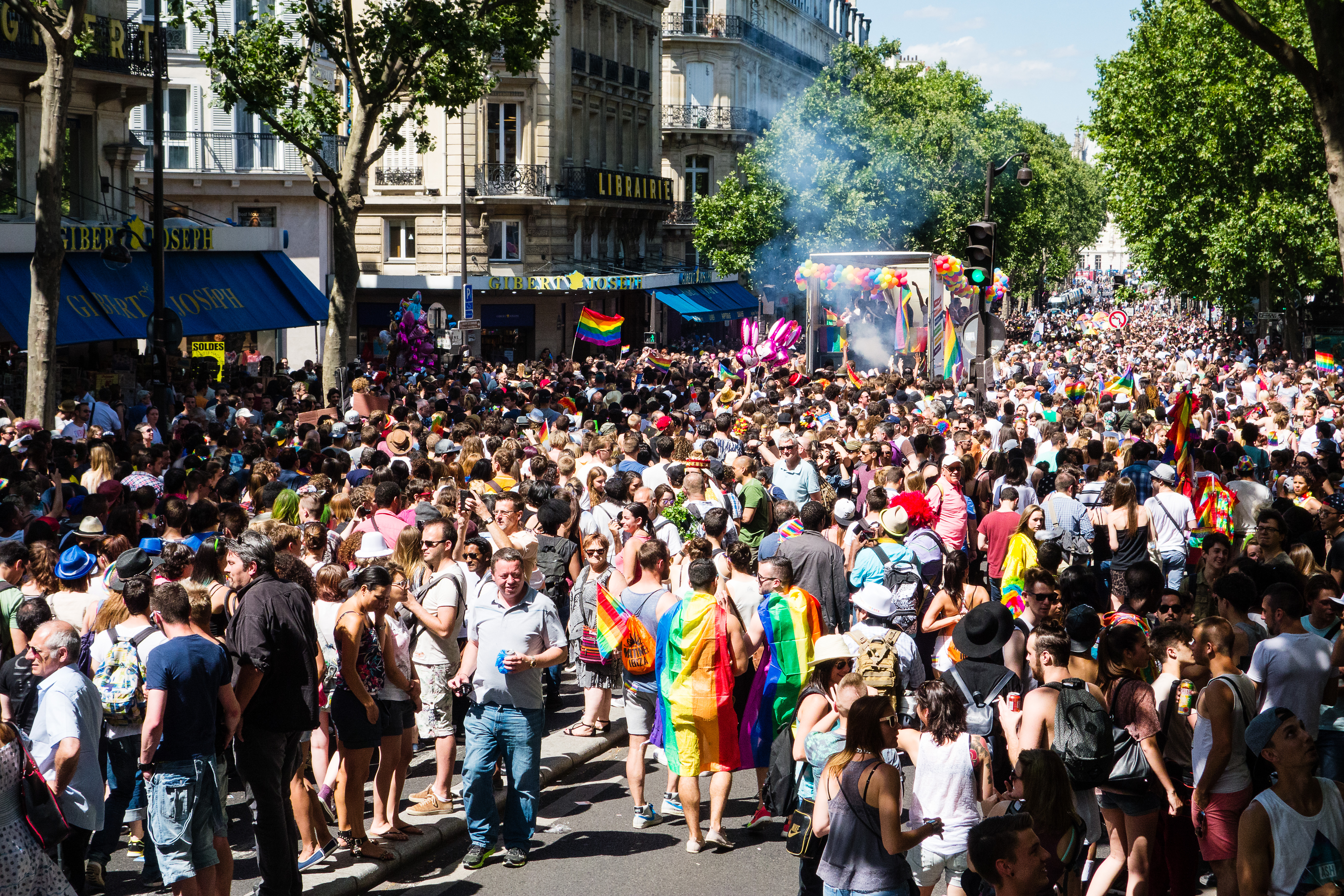
Марш гордости в Париже проводится ежегодно в конце июня и собирает тысячи участников.

Первый парад гордости во Франции состоялся в Париже 4 апреля 1981 года на площади Мобер. Он был организован CUARH, и в нем приняли участие около 10 000 человек. Парижский прайд (фр. Marche des Fiertés de Paris) проводится ежегодно в июне. С 1980-х годов число участников значительно возросло, достигнув в конце 1990-х годов около 100 000 человек. В 2019 году в нем приняли участие 500 000 человек. Это мероприятие является третьим по величине в городе, после Парижского марафона и Парижского технопарада, и включает в себя около 60 ассоциаций, различные правозащитные группы, политические партии и несколько компаний.

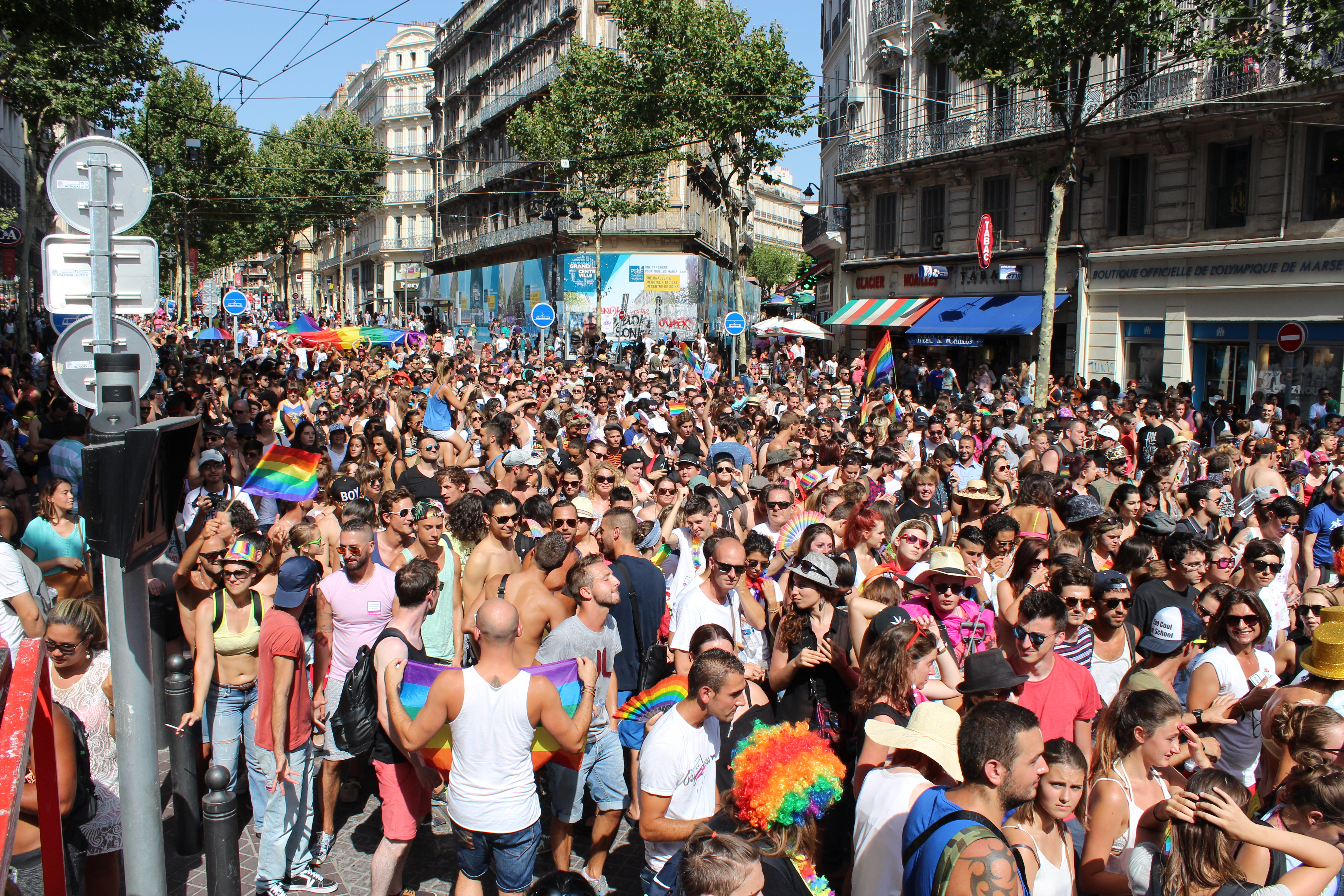
Участники парада 2015 года в Марселе

За пределами Парижа акции гордости также проводятся во многих городах страны, в том числе в Рене и Марселе, где первая акция состоялась в 1994 году. Нант, Монпелье и Тулуза организовали свои первые фестивали гордости в 1995 году, затем Лион, Лилль, Бордо, Гренобль, Канны и Экс-ан-Прованс в 1996 году, Руан, Биарриц, Анжер и Пуатье в 2000 году, Кан и Страсбург в 2001 году. В других городах, включая Осер, Дижон, Ниццу и Авиньон, также проводятся акции гордости.

## Общественное мнение
Мэр Парижа Бертран Деланоэ публично признался в своей гомосексуальности в 1998 году, перед своими первыми выборами в 2001 году.
В декабре 2006 года опрос Ipsos-MORI Eurobarometer показал, что 62% французов поддерживают однополые браки, а 37% выступают против. 55% считают, что геи и лесбиянки не должны иметь родительских прав, а 44% считают, что однополые пары должны иметь возможность усыновлять детей.
В июне 2011 года опрос французского института общественного мнения показал, что 63% респондентов выступают за однополые браки, а 58% поддерживают права на усыновление для однополых пар. В 2012 году опрос французского института общественного мнения показал, что 90% французов воспринимают гомосексуальность как один из способов реализации своей сексуальности.
Опрос общественного мнения, проведенный Pew Research Center в 2013 году, показал, что 77% населения Франции считают, что гомосексуальность должна быть принята обществом, а 22% считают, что не должна. Более молодые люди были более либеральны: 81% людей в возрасте от 18 до 29 лет считают, что гомосексуальность должна быть принята обществом, 79% людей в возрасте от 30 до 49 лет и 74% людей старше 50 лет разделяют мнение младшего поколения.
В мае 2015 года PlanetRomeo, социальная сеть для ЛГБТ, опубликовала первый индекс счастья геев (англ. Gay Happiness Index). Геям из более чем 120 стран был задан вопрос о том, как они относятся к взглядам общества на гомосексуальность, как они воспринимают отношение к ним со стороны других людей и насколько они удовлетворены своей жизнью. Франция заняла 21-е место, чуть выше Южной Африки и ниже Австралии, с показателем GHI 63.
Опрос Pew Research Center 2017 года показал, что 73% французов выступают за однополые браки, а 23% — против. Евробарометр 2019 года показал, что 79% французских респондентов считают, что однополые браки должны быть разрешены во всей Европе, 15% — против. Кроме того, 85% считают, что геи, лесбиянки и бисексуалы должны пользоваться теми же правами, что и гетеросексуальные люди.

## Заморские департаменты и территории
Однополые браки разрешены во всех заморских департаментах и территориях Франции. Несмотря на это, уровень принятия гомосексуальности и однополых отношений, как правило, ниже, чем в метрополии, поскольку жители в целом более религиозны, а религия играет большую роль в общественной жизни. Многие из этих обществ очень ориентированы на семью и племя, где высоко ценится семейная честь. На некоторых из этих территорий гомосексуализм иногда воспринимается как «чуждый» и «практикуемый только белым населением». Первые однополые браки на Сен-Мартене и во Французской Полинезии вызвали общественные демонстрации против таких браков. Незнание о гомосексуальности может привести к насилию и ненависти, или, с другой стороны, к любопытству. Исследование 2014 года показало, что около 20% жителей заморских стран считают гомосексуальность такой же сексуальностью, как и любую другую, по сравнению с 77% в метрополии. Тем не менее, принятый в 2013 году закон об однополых браках привел к активизации дискуссий на ранее табуированную и игнорируемую тему. С 2013 года ЛГБТ стали явно заметнее.
Из 27 заморских депутатов французского парламента 11 (2 от Майотты, 3 от Реюньона, 1 от Французской Гвианы, 1 от Гваделупы, 1 от Мартиники, 2 от Новой Каледонии и 1 от Сен-Пьера и Микелона) проголосовали за однополые браки, 11 (2 от Гваделупы, 3 от Мартиники, 3 от Французской Полинезии, 2 от Реюньона и 1 от Сен-Мартена и Сен-Бартелеми) проголосовали против, 1 (от Французской Гвианы) воздержался и 3 (по 1 от Реюньона, Гваделупы и Уоллиса и Футуны) не присутствовали при голосовании.
Группа «Вперед» (французский креольский: An Nou Allé) – это ЛГБТ-организация, действующая во французском Карибском бассейне. Другие группы включают AIDES Territoire Martinique, KAP Caraïbe, Tjenbé Rèd Prévention и SAFE SXM (родом из Сент-Мартена). Гваделупа, Мартиника, Сен-Мартен и Сен-Бартелеми известны на международном уровне своими пляжами и туристическими достопримечательностями, которые включают гей-бары, дискотеки, сауны и пляжи. Первый «Карибский гей-прайд» был проведен в мартиникском городе Ле-Карбе в июне 2017 года. Мероприятие, признанное успешным, посетило несколько тысяч человек и включало пляжную вечеринку и дискотеку. Кроме того, репутация Сен-Бартелеми как международного туристического направления для знаменитостей привела к более открытому и расслабленному социальному климату для ЛГБТ, чем на других французских территориях Карибского бассейна.
ЛГБТ в Новой Каледонии широко приняты и пользуются большой популярностью в сфере ночной жизни и знакомств.  Это гораздо более заметно в Южной провинции, чем в Северной провинции, где большинство составляют канаки, или на островах Луайоте. Согласно опросу 2008 года, 65% мальчиков и 77% девочек в Новой Каледонии согласились с утверждением «гомосексуалисты - такие же люди, как и все остальные». Однако канакский народ сообщил о более низком уровне согласия. В 2006 году остров Лифу предложил «семейный кодекс», который стремился запретить гомосексуализм и предусмотреть наказание в виде выселения или линчевания для ЛГБТ. Предложение не было одобрено.
Реюньон также известен своим гостеприимством по отношению к ЛГБТ-людям и был охарактеризован как «гавань для геев в Африке». В 2007 году местные туристические власти запустили хартию «доброжелательного отношения к геям» в туроператорах, отелях, барах и ресторанах. В Сен-Леу и Л'Этанг-Сале находятся известные гей-пляжи. Ассоциация LGBT Réunion организовала первый на острове парад гордости в октябре 2012 года. Майотта, с другой стороны, в подавляющем большинстве мусульманская и обладает сильной арабо-бантуской культурой. Это сильно влияет на общественное восприятие ЛГБТ-сообщества, так как на острове часто поступают сообщения об отказах в семье, преследованиях и дискриминации. Гомосексуальность обычно является запретной темой среди махорцев, и многие ЛГБТ предпочитают переезжать на соседний Реюньон или в столичную Францию. Тем не менее, первый однополый брак на Майотте, первый в преимущественно мусульманской юрисдикции, был заключен в сентябре 2013 года без особого шума. На Майотте существует давняя традиция сарамбави, что в Симаоре означает мужчин, которые выбирают следовать «закону женщин», и, таким образом, одеваются, ведут себя как женщины и участвуют в традиционных женских занятиях. В последние годы этот термин используется как оскорбление в адрес ЛГБТ.
Во Французской Гвиане гей-сцена более ограничена, хотя местные ЛГБТ отмечают «растущее чувство принятия», которое многие связывают с тесно связанными семьями и общинами Французской Гвианы. Гомосексуальность, как правило, более табуирована среди индейцев и бушиненге, где очень сильно давление, заставляющее соответствовать и вступать в брак с гетеросексуальным партнером. В этих культурах высоко ценится честь семьи и племени, и те, кто «позорит свою семью», как правило, подвергаются остракизму.
Хотя Французская Полинезия, как правило, более консервативна в социальном плане, в последние годы она стала более приемлемой и терпимой к ЛГБТ. В 2009 году на этой территории была основана первая ЛГБТ-организация (под названием Cousins Cousines), и в том же году было проведено первое ЛГБТ-мероприятие.  Кроме того, во французском полинезийском обществе существует давняя традиция воспитания некоторых мальчиков как девочек для выполнения важных домашних ролей в общинной жизни (включая танцы, пение и работу по дому). Такие люди известны как māhū и воспринимаются обществом как представители третьего пола. Это похоже на фаафафине в Самоа и вакавахине в Новой Зеландии. Исторически сложилось так, что маху занимали важные посты среди знати и, в отличие от евнухов, не подвергались кастрации. Таитянский термин rae rae, с другой стороны, относится к современным транссексуалам, которые подвергаются медицинским операциям для изменения пола. Māhū и rae rae не следует путать, так как первое является культурной и традиционно признанной полинезийской идентичностью, а второе охватывает современную транссексуальную идентичность.
В Сен-Пьере и Микелоне гей-сцена очень ограничена, в основном, из-за небольшого населения. Тем не менее, гомосексуальность, как правило, принимается, и вокруг этого вопроса очень мало споров. На Уоллисе и Футуне, как и в других полинезийских странах, семья играет важную общественную роль. К гомосексуализму обычно относятся равнодушно, если он не оказывает негативного влияния на семью. На Уоллисе и Футуне, как и во Французской Полинезии, также существует традиционное население третьего пола - факафафине. Первый однополый брак на Уоллисе и Футуне был заключен в 2016 году.

## Итоговая таблица
| Однополые сексуальные отношения легальны                                                            | (С 1791 года) |
| Равный возраст согласия                                                                             | (С 1982 года) |
| Антидискриминационные законы в сфере занятости                                                      | (С 1985 года) |
| Антидискриминационные законы при предоставлении товаров и услуг                                     | (С 1985 года) |
| Антидискриминационные законы во всех других областях (включая косвенную дискриминацию, язык вражды) | (С 2004 года) |
| Антидискриминационные законы, касающиеся гендерной идентичности                                     | (С 2012 года) |
| Однополые браки                                                                                     | (С 2013 года) |
| Признание однополых союзов                                                                          | (С 1999 года) |
| Усыновление детей однополыми парами                                                                 | (С 2013 года) |
| Совместное усыновление однополыми парами                                                            | (С 2013 года) |
| Автоматическая запись о родительстве в свидетельствах о рождении детей однополых пар                | / (С 2021 года для лесбийских пар, которые воспользовались ЭКО, и для однополых пар, которые воспользовались суррогатным материнством за рубежом; не для суррогатного материнства внутри Франции) |
| ЛГБТ разрешено открыто служить в армии                                                              | Yes |
| Право на смену юридического пола                                                                    | Yes |
| Интерсексуальные несовершеннолетние защищены от инвазивных хирургических процедур                   | (Ожидается) |
| Третий пол вариант                                                                                  | No |
| Доступ к ЭКО для лесбийских пар                                                                     | (С 2021 года) |
| Конверсионная терапия законодательно запрещена                                                      | (Законопроект ожидает подписи президента Франции). |
| Гомосексуальность рассекречена как болезнь                                                          | (С 1981 года) |
| Коммерческое суррогатное материнство для пар геев-мужчин                                            | (С 1994 года; суррогатное материнство запрещено для всех пар, независимо от сексуальной ориентации)                                                                                               |
| МСМы могут сдавать кровь                                                                            | (С 16 марта 2022 года) |